# Taha Abdurrahman
Taha Abderrahmane, ou Abdurrahman numa forma mais transliterada (nascido em 1944) é um filósofo marroquino e um dos principais filósofos e pensadores do mundo árabe e islâmico. O seu trabalho centra-se na lógica, filosofia da linguagem e filosofia da moral. Ele acredita em múltiplas modernidades e procura estabelecer uma ética e modernidade humanitária com base nos valores e princípios do Islão e na tradição árabe.